# Thianella disjuncta
Thianella disjuncta là một loài nhện trong họ Salticidae.
Loài này thuộc chi Thianella. Thianella disjuncta được Embrik Strand miêu tả năm 1907.